# أناكوندا
الأنَاكُنْدَة أو الكُونة (الاسم العلمي: Eunectes) جنس ثعابين من فصيلة البوائيات، معروفة بحجمها الكبير، يصل طولها إلى 6 أمتار في الوضع الطبيعي وهناك بعض الطفرات وصلت إلى 10 متر.
وهذا الثعبان موطنه الأصلي في أمريكا الجنوبية (أناكوندا متطورة)، وأما الأناكوندا غير المتطورة فتعيش في أستراليا.
والفرق بينهما أن الأناكوندا الأسترالية تبيض وتحضن بيضها في عش، أما أناكوندا الأمازون فيبقى بيضها داخل بطنها وتفقس الصغار داخل بطن أمها ثم تخرج فتبدو أناكوندا الأمازون كأنها تلد لا تبيض.

## التواجد الجغرافي
توجد الأناكوندا في مناطق أمريكا الجنوبية الاستوائية في كل من البرازيل، وكولومبيا وفنزويلا جنوباً حتى الأرجنتين.

## التغذية
الأناكوندا ثعابين عاصرة غير سامة، تقضي على فرائسها بالضم والضغط على الجسم حتى يتفتت عظمها وتتفجر عروقها، وهذا بفضل جسمها الطويل وهيكلها العظمي المميز، حيث تتراوح فقراتها من 200 إلى 400 فقرة تساعدها على الحركة والعصر والسباحة. وباستطاعتها بلع رجل بالغ كاملا وعند وجود فريسة أخرى ترمي ما في بطنها وتلتهم الفريسة.
للأناكوندا صفوف من الأسنان العادية على عكس الثعابين السامة التي لديها انياب بدلا منها.

## أنواع الاناكوندا
هناك أربعة أنواع للأناكوندا:
الأناكوندا الخضراء Eunectes murinus

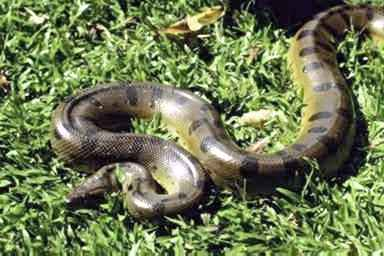
أناكوندا خضراء

ثعبان الأناكوندا الخضراء تعتبر أكبر الثعابين في العالم قاطبة، قد تعيش أفاع أخرى لفترة أطول، ولكن لا يوجد ثعبان في العالم يضاهي الأناكوندا في الوزن فيمكن لأضخم أنواعها أن تنمو لتصل إلى طول 8 أمتار ووزن 200 كيلوجراماً.
وعينا الأناكوندا وفتحتا الأنف تقعان في الجزء العلوي من رأسها لكي تتمكن من التنفس ورؤية فريستها أثناء غوصها تحت الماء. ولكي يجد ضالته، يصل قطر الثعبان من نوع أناكوندا، التي تعتبر أفعى مائية، إلى 30 سنتيمتراً وتعتبر الأنثى أكبر حجماً من الذكر ومع أن الأناكوندا قد تتناول طعامها مرة أو مرتين في السنة إلا أنها تلتهم فريستها حية بادئة بالرأس ولأن فكيها مفصولان عن بعضهما البعض، فإن الثعابين يمكنها أن تلتهم فريسة أكبر منها بكثير.
وعلى الرغم من أن الأناكوندا الخضراء تشتهر بكونها مفترسة للإنسان، إلا أنها نادرا ما تهاجم الإنسان.
وتقتل الأناكوندا فرائسها بقوة العصر لا بالسم، والإمساك بإحداها يتطلب شخصين على الأقل والكثير من المهارة. والمهم عند الإمساك بها أن لا تسمح لها بتكوين حلقة حولك.
الأناكوندا الصفراء Eunectes notaeus

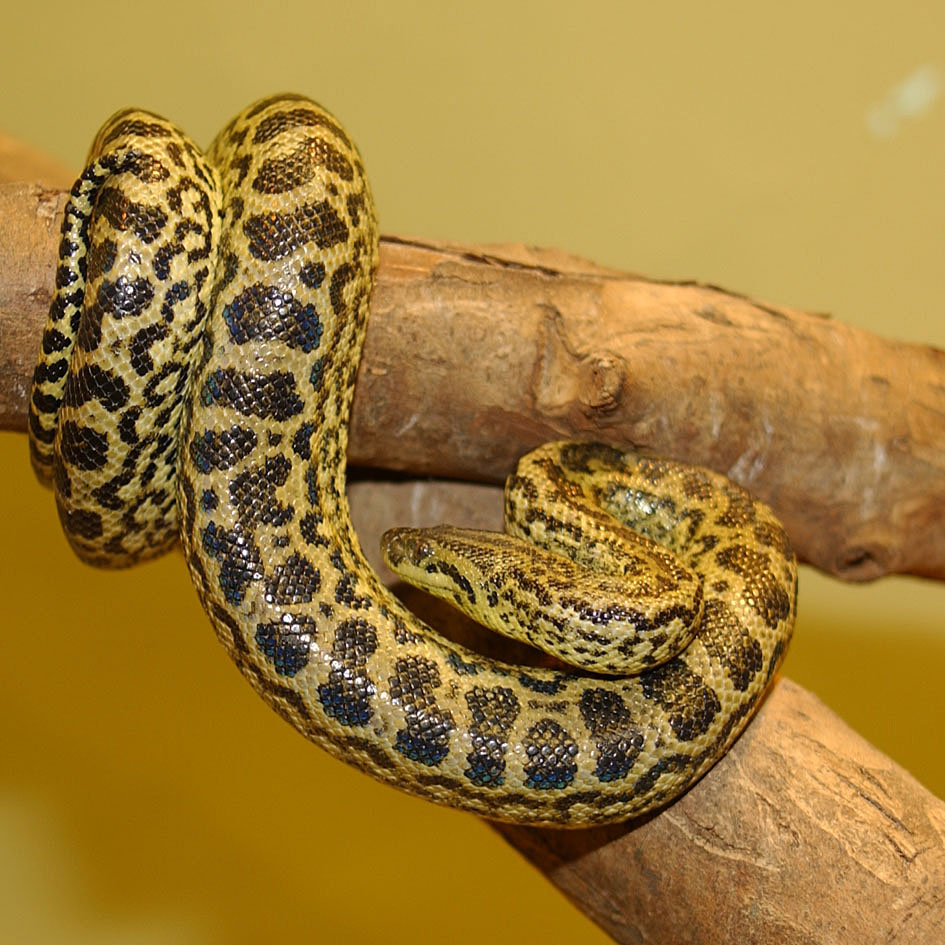
اناكوندا صفراء

يتميز جلدها بلونها الذهبي المختلط بالأسود والتي تكون أصغر حجما من الأناكوندا الخضراء فقد يتراوح طولها عند البلوغ من 3 ٳلى 4 أمتار ويصل البعض منها ٳلى حجم ٲقصاه 4.6 متر، ٲما وزنها ما بين 35 و55 كغ، ويمكن ٲن تعيش لفترة ما بين 15 و20 سنة وٲحيانا قد تصل لعمر ٲقصاه 23 سنة.
قد تعيش في الأنهار ٲو المستنقعات حيث تتغذى على الأسماك وصغار التماسيح نظرا لمهارتها في السباحة، كما تتغذى ٲيضا على الخنازير، الأيائل ٲو بيض الطيور.

## أناكوندا في التراث العالمي
شاركت الأناكوندا في فيلم «أناكوندا» وهو فيلم رعب مخيف جدا يصۆر أحد أقوى حيوانات الطبيعة، وقد خيل في هذا الفيلم أن أناكوندا بتسعة أمتار كاملة ووجه مختلف عن وجه أناكوندا الحقيقية لتبدو كحيوان أكلة للبشر.وقد تم ٳنتاج هذا الفيلم عام 1997 ، من إخراج لويس يوسا وبطولة جنيفر لوبيز، آيس كيوب وجون فويت.

## قسم الصور

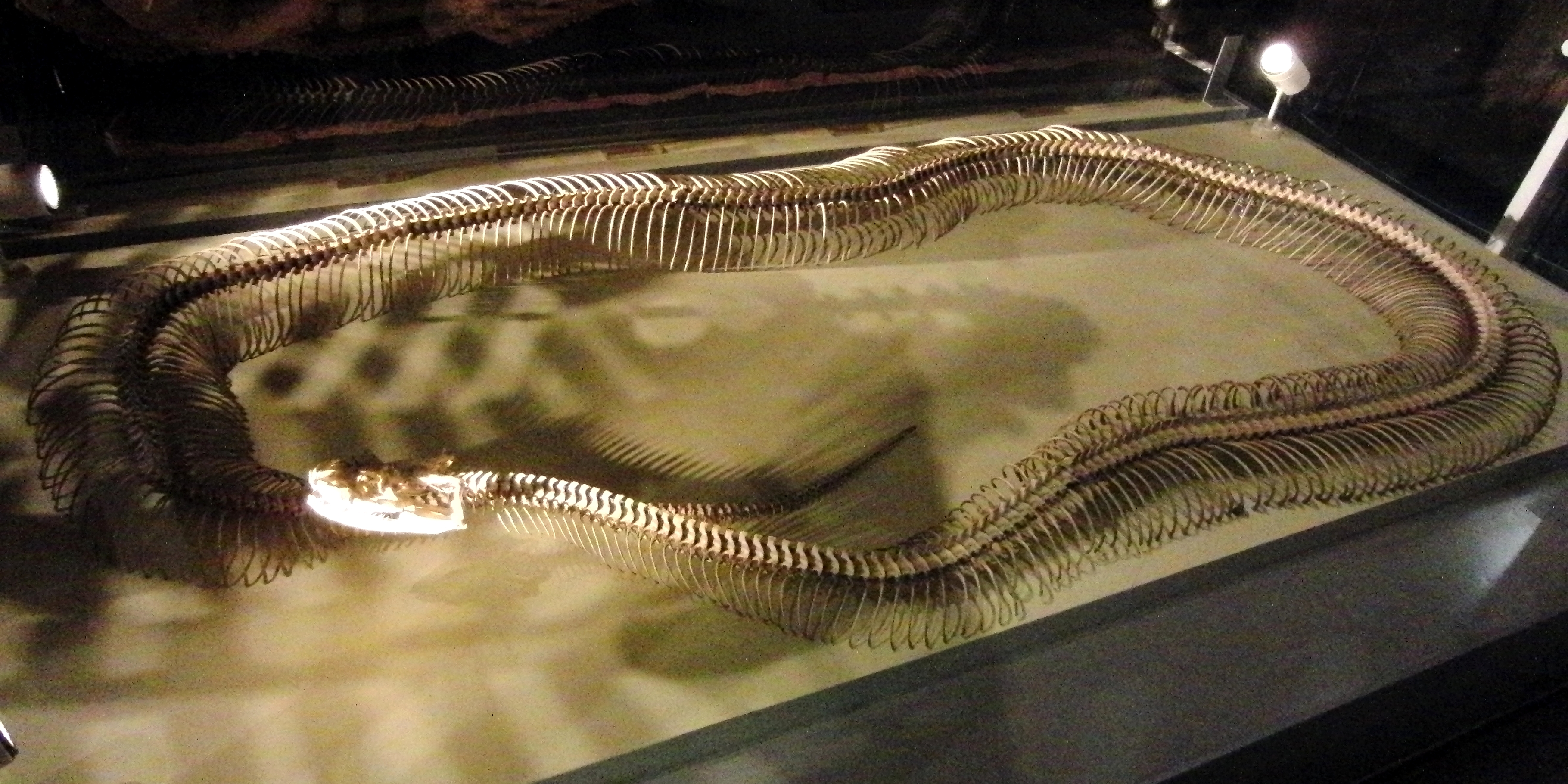
هيكل عظمي لأناكوندا معروض في المتحف الوطني للعلوم والطبيعة في مدينة طوكيو
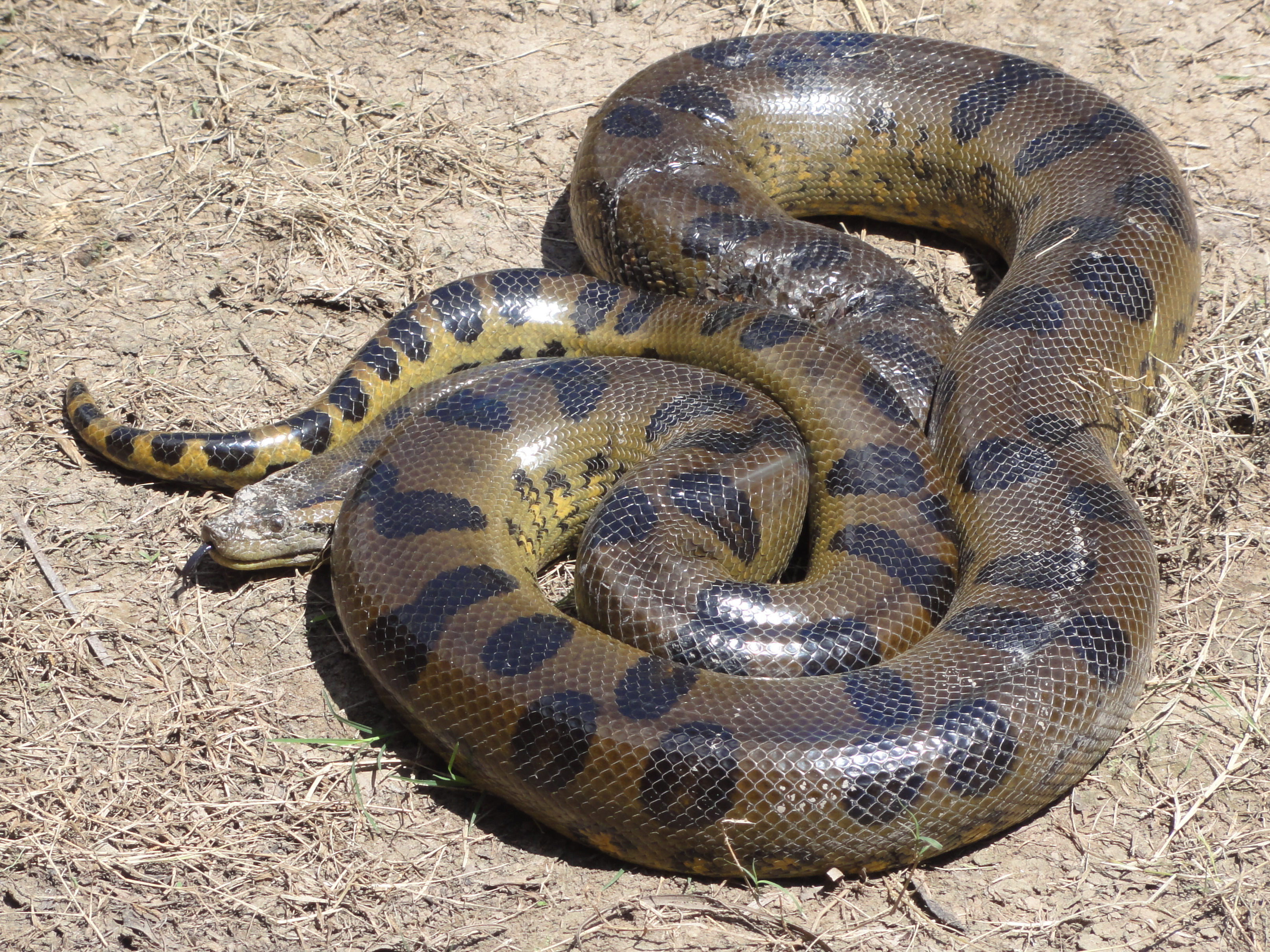
أناكوندا ملتفة حول نفسها
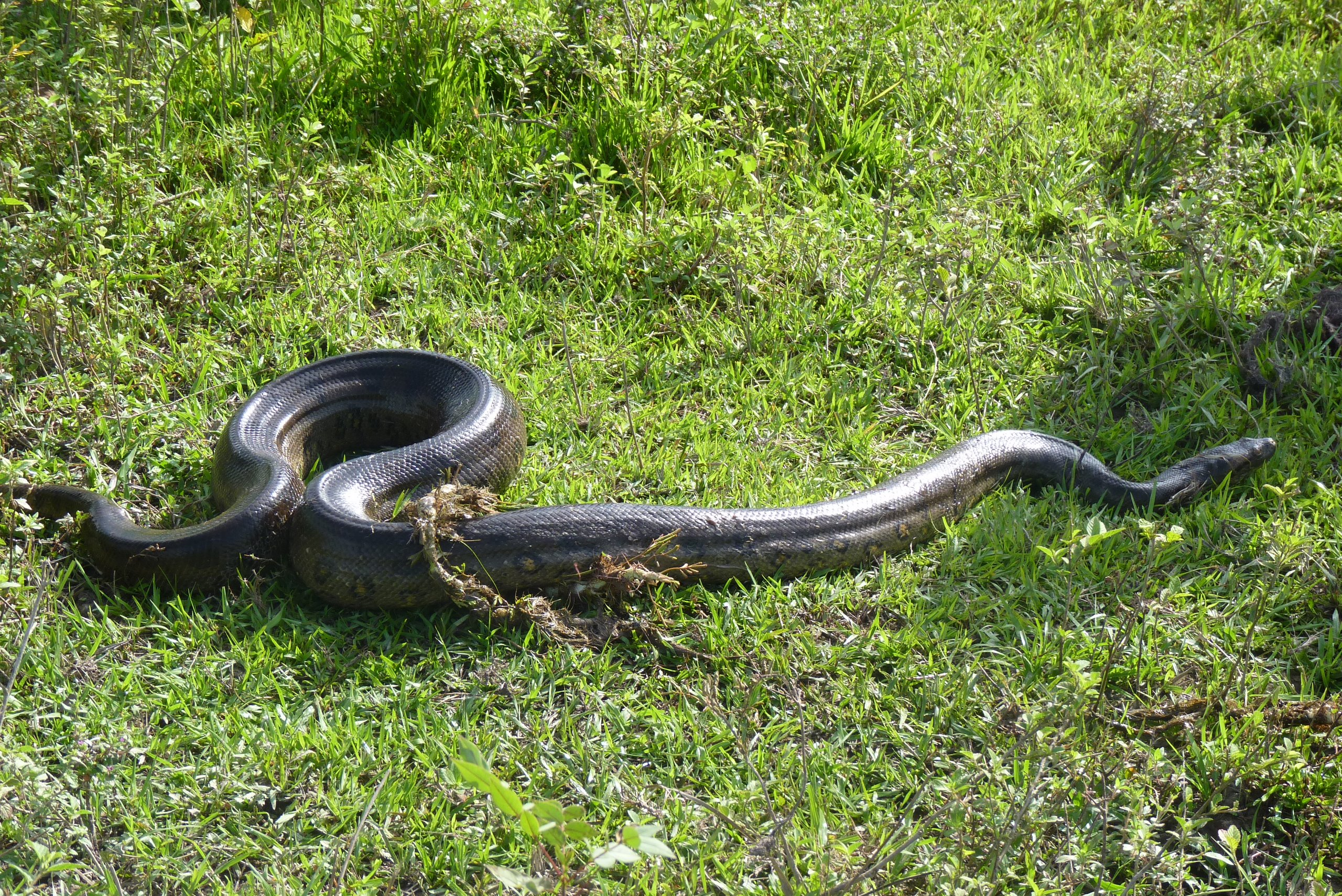
ثعبان الأناكوندا بفنزويلا
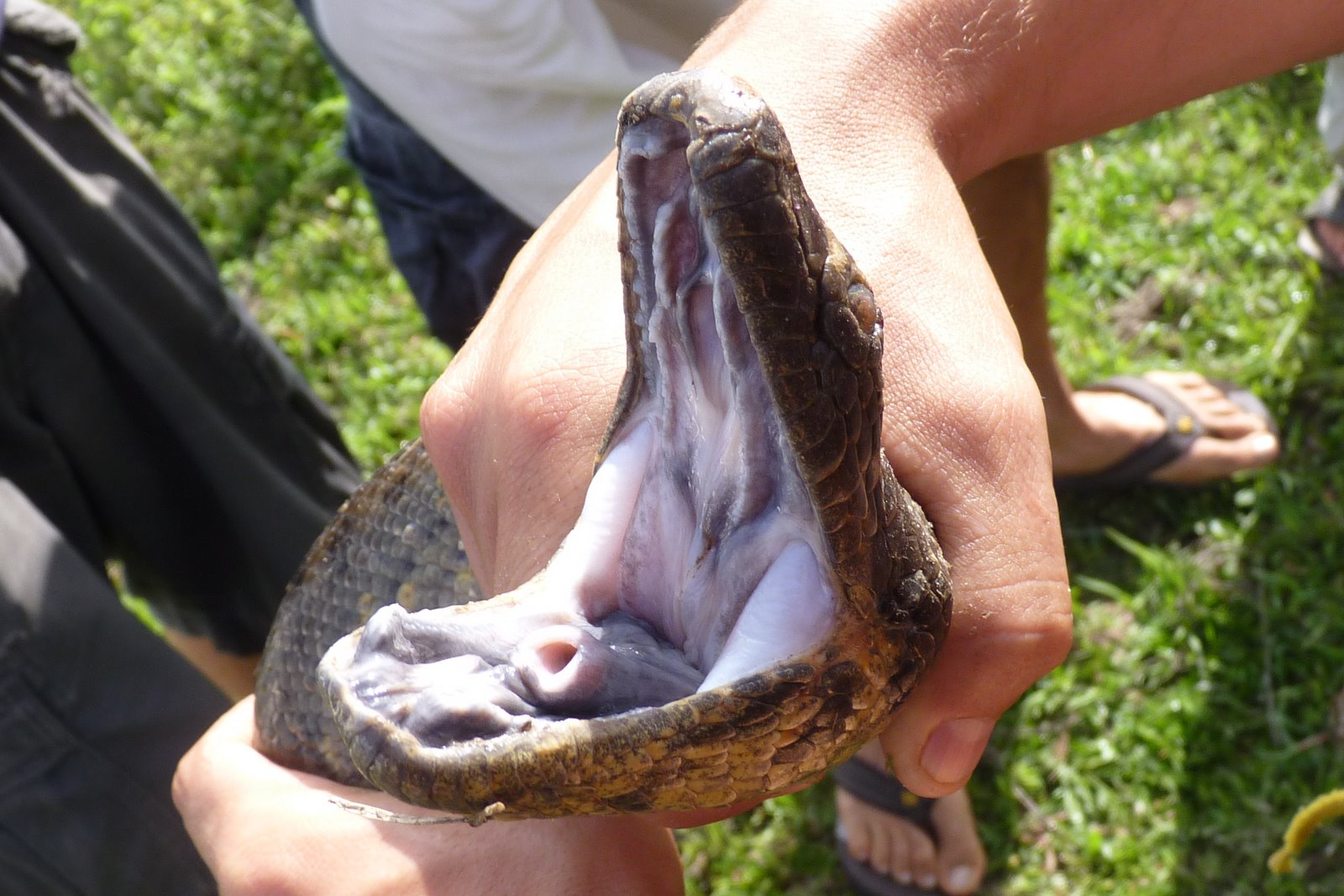
ٲناكوندا تفتح فكيها
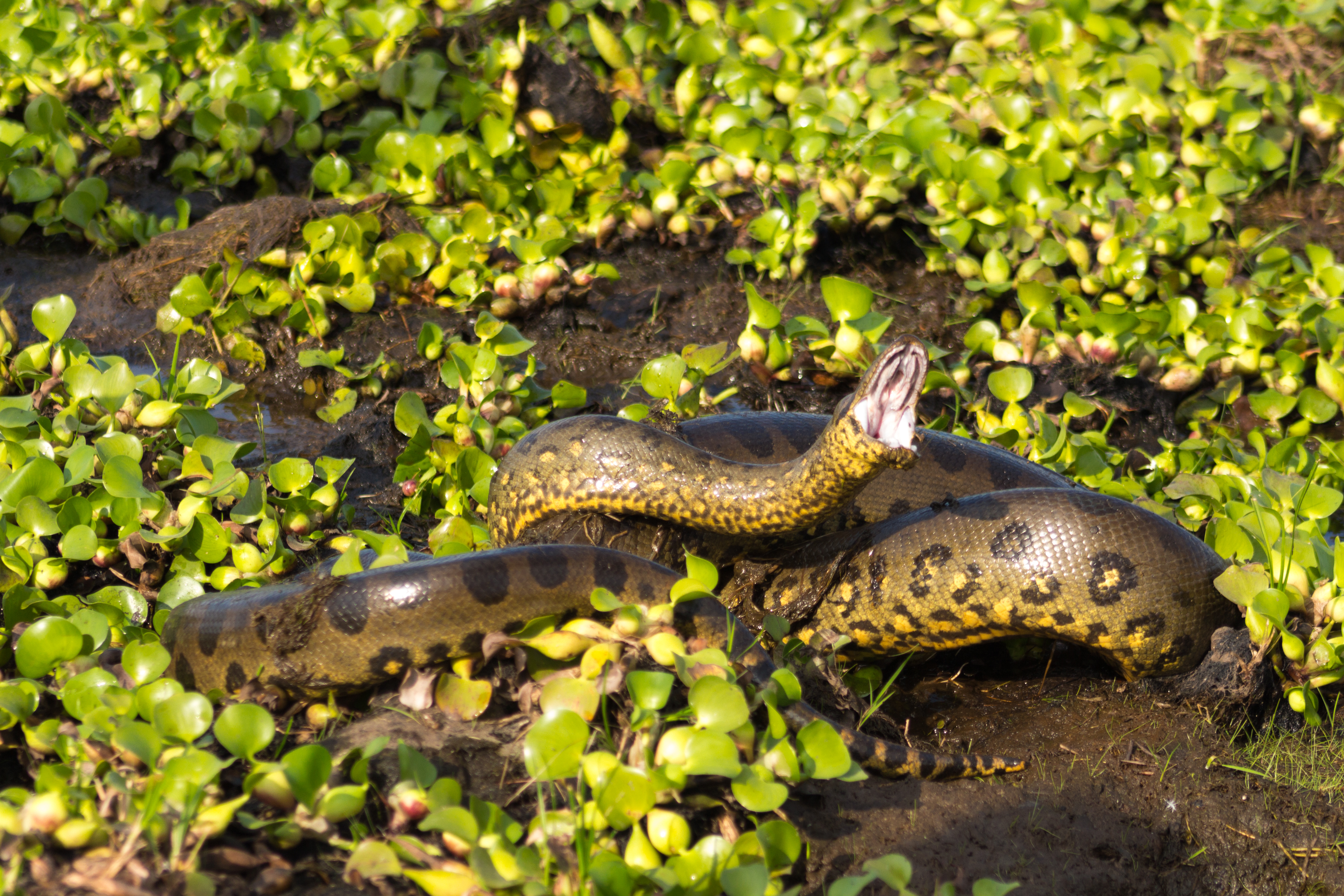
ٲناكوندا ضخمة تفتح فمها